# 5族元素
5族元素（又稱釩族元素）是指元素週期表上第5族（ⅤB 族）的元素，位于4族元素和6族元素之间。5族元素包含钒（V）、铌（Nb）、钽（Ta）、𨧀（Db），均為過渡金屬元素，其中𨧀為人造元素，具高度放射性。
本族的元素皆為堅硬的難熔金屬，能夠在表面形成堅固的鈍氧化物保護膜，阻止氧化持續，因此反應性不高。

## 特性对比
| 元素名称 | 元素符号 | 原子半径（nm）           | 状态（标况） | 单质熔点（K） | 单质沸点（K） |
| -------- | -------- | ------------------------ | ------------ | ------------- | ------------- |
| 钒       | V        | 0.122 （共价半径）       | 固体         | 2163          | 3653          |
| 铌       | Nb       | 0.137 （共价半径）       | 固体         | 2477          | 4744          |
| 钽       | Ta       | 0.138 （共价半径）       | 固体         | 3017          | 5458          |
| 𨧀       | Db       | 0.149 （共价半径，推測） | 固体(推測)   | 3600(推測)    | 5800(推測)    |

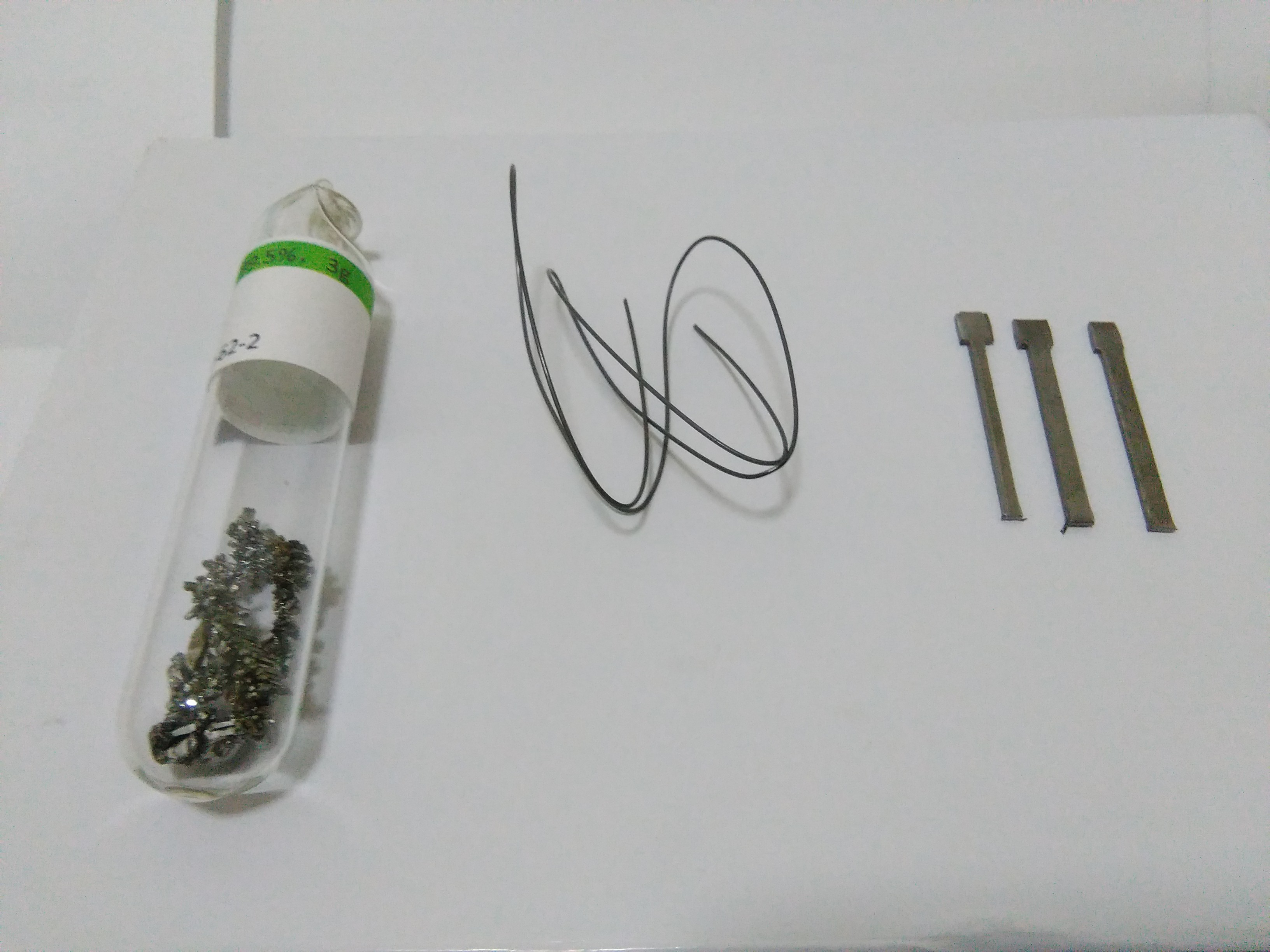
5族元素，从左到右钒、铌、钽

由於受到第6週期鑭系收縮的影響，鉭的原子半徑幾乎與鈮相等，造成鈮與鉭的化學性質非常相似，因此兩者難以區分。自然界中的含鈮礦物一般也含有鉭元素，例如鈳鐵礦（即鈮鐵礦，(Fe,Mn)(Nb,Ta)2O6）和鈳鉭鐵礦（(Fe,Mn)(Ta,Nb)2O6）等。
| 左方一族： | 5族元素 第5族 | 右方一族： |
| 4族元素    | 5族元素 第5族 | 6族元素    |